# Anabasis kareliniana
Anabasis kareliniana är en amarantväxtart som beskrevs av Edward Fenzl. Anabasis kareliniana ingår i släktet Anabasis och familjen amarantväxter. Inga underarter finns listade i Catalogue of Life.